# 국내경비부

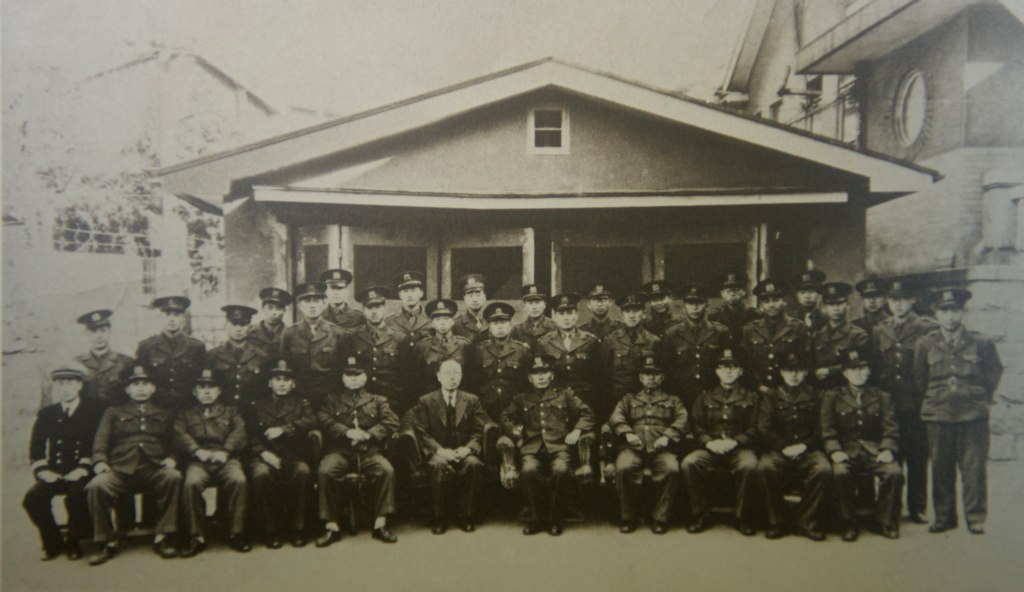
통위부 청사 앞에 선 조선 경비대.

국내경비부(國內警備部, Department of Internal Security) 또는 통위부(統衛部)는 1946년 3월 미 군정청 산하에 설립된 남한의 군사 담당부서로 대한민국 국방부의 전신이다. 통위부라고도 한다. 남조선국방경비대와 남조선해안경비대, 해사대 등을 관할하는 부서였다. 대한민국 국방부의 전신 조직이다.

## 배경
1945년 해방 이후 남한에서는 독자적인 군대의 창립을 위한 여러 시도가 있었다. 우익 군사단체로는 만주군 및 일본군 출신이 중심이 된 조선임시군사위원회와 학병단, 그리고 광복군 출신이 주축을 이룬 대한국군준비위원회가 있었고, 좌익단체로는 조선국군준비대와 학병동맹이 있었다.
미 군정청은 남한 내 좌익의 정치 참여를 배제시키기 위해 모든 국군준비 단체를 해산 시켰다. 이 대신 미 군정청은 남한 내의 치안을 담당하고 군사 임무를 수행하기 위해 1945년 12월 군사영어학교를 설립하였고 이를 기반으로 군 간부를 양성하였다. 또한 1946년 5월 조선경비대 훈련소를 설립하여 군대를 양성하였다. 미 군정청의 이러한 조치로 좌익을 비롯한 광복군과 같은 독립운동 세력이 배제되어 만주군과 구 일본군 출신의 인사들이 조선경비대에 대거 참여하였다. 다만 우익적 성향을 지니고 있었던 일본군 출신의 이응준은 국방사령부의 고문으로 적극 참여하였다.

## 설립
1945년 11월 13일 미 군정청 산하에 남한내 군사를 담당하는 국방사령부가 설립되었다. 국방사령부는 경무국과 군무국으로 구성되었으며 경무국은 경찰 업무를 군무국은 군사 업무를 담당하였다. 1946년 1월 남조선국방경비대가 창설되어 남한에 실질적인 군대가 생기게 되었다. 남조선국방경비대는 원래 육군, 해군, 공군의 편성으로 구성되려 하였으나 미 군정청이 이를 거부하여 뱀부 계획에 따라 2만5천명 규모의 경찰 예비부대 성격을 띤 부대로 창설되었다. 1946년 3월 국방사령부를 국방부로 개칭하였으나 미소공동위원회에서 소련이 강하게 반발하여 국내경비부라는 이름을 사용하게 되었다. 남한측에서는 이 조직을 대한제국 시기의 군사기구인 통위영(統衛營)에서 착안하여 통위부라고 불렀다.

## 운영
국내경비부의 초대 부장은 이응준의 추천으로 광복군 출신의 유동열이 임명되었다. 이외의 주요 인물은 대부분 만주군 및 일본군 출신으로 만주군 군의병과 출신의 원용덕이 경비대 총사령관에 임명되었고 이 외에도 제1연대장 채병덕(일본 육사 49기), 제2연대장 이형근(일본 육사 56기), 제4연대장 정일권(일본 육사 55기) 등 수뇌부의 대부분이 친일경력이 있었다. 미 군정청은 반공을 위한 우익 세력 지원을 위해 이들의 부일 경력은 문제삼지 않았다. 그 결과 조선경비대 주요간부 26명 중 23명이 만주군 또는 일본군 출신으로 채워졌다. 1948년 6월, 송호성 준장을 통위부 차장에, 이형근 대령을 참모총장에, 정일권 대령을 작전교육참모에 임명하였다.

## 국방부
1948년 7월 17일 제헌의회에 의해 대한민국 헌법이 수립되자 국내경비부는 국방부로 이름을 변경하고 대한민국의 군사 업무를 담당하였다.